# Miniatyrsatellit

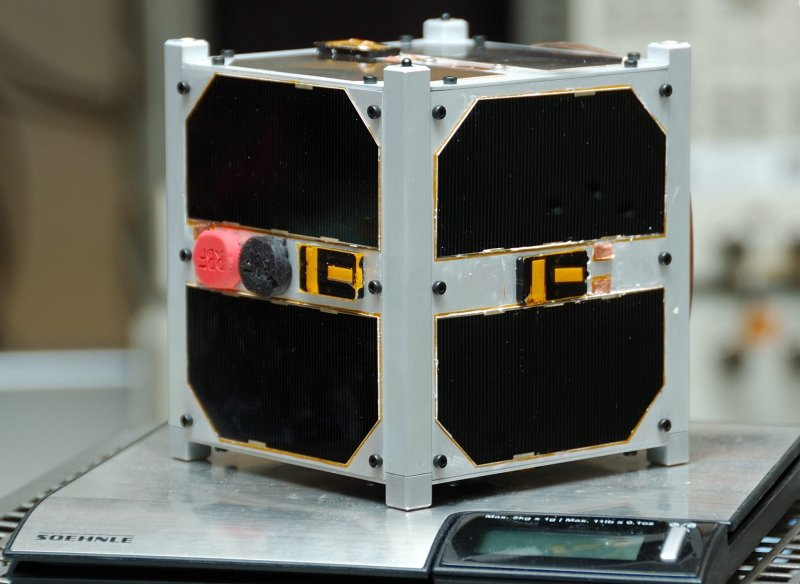
ESTCube-1 1U CubeSat.

Miniatyrsatelliter, eller lättviktssatelliter, är en sorts artificiella satelliter som har mycket låg vikt och liten storlek. En orsak till att skapa mindre satelliter är att man vill minska på kostnaderna. En tung satellit kräver en stor raket vid uppskjutningen, vilket i sin tur kostar mycket att finansiera. En mindre och lättare satellit kan utnyttja en billigare farkoster för uppskjutning, man kan eventuellt låta ett flygplan skjuta iväg satelliten . Vanligare än så länge är att låta miniatyrsatelliterna åka ”snålskjuts” med uppskjutningar av större satelliter och utnyttja överbliven plats i farkosten. 
I Sverige har Rymdbolaget och Rymdstyrelsen haft flera uppdrag som innefattat miniatyrsatelliter, se Astrid och SMART-1. Den sista utvecklad tillsammans med ESA, den europeiska rymdorganisationen.
Man brukar kategorisera och namnge miniatyrsatelliter efter storlek, se nedan. 

## Motivation
Design och tillverkningskostnader för miniatyrsatelliter kan hållas nere och på så sätt kan dessa satellittyper masstillverkas. I dag sker dock masstillverkning endast av större satelliter, som till exempel kommunikationssatelliter som behövs i en stor mängd för att täcka en så stor del av jorden som möjligt. 
Vid sidan om kostnadsaspekten så finns motivation för miniatyrsatelliter i möjligheten för nya uppdragstyper som större satelliter har svårt att genomföra. Som till exempel:
- undersökning och felsökning av större satelliter i omloppsbana
- formationsflygning för att samla information från multipla punkter på till exempel jorden
- konstellationer för lågintensiv dataöverföring

## Tekniska utmaningar
Genom sin begränsade storlek krävs en annan lösning av framdrivning, höjdkontroll, kommunikation och datorsystem än för större traditionellt utformade stalliter.
Större satelliter har en eller att par raketer för framdrivning och höjdförändringar. Systemen är komplexa och kräver bland annat utrymme för att avleda överbliven värme. Mikrosatelliter brukar utnyttja detta system under det att mikro- och nanosatelliter använder elektricitet, komprimerad gas, gaser i flytande form som butan eller koldioxid eller andra skalbara och billiga system för sin kraftförsörjning.
Den elektroniska utrustningen ombord på satelliter brukar genomgå en rigorös testning innan den kan sändas upp i rymden med förhållanden som vakuum, mikrogravitation, temperaturextremer och strålning. Eftersom miniatyrsatelliter normalt kostar mindre än konventionella satelliter, så kan man i designen tillåta sig högre risk vid utnyttjandet av utrustningen och därför använda billigare, men i rymden otestad, elektronik. 

## Klassificering

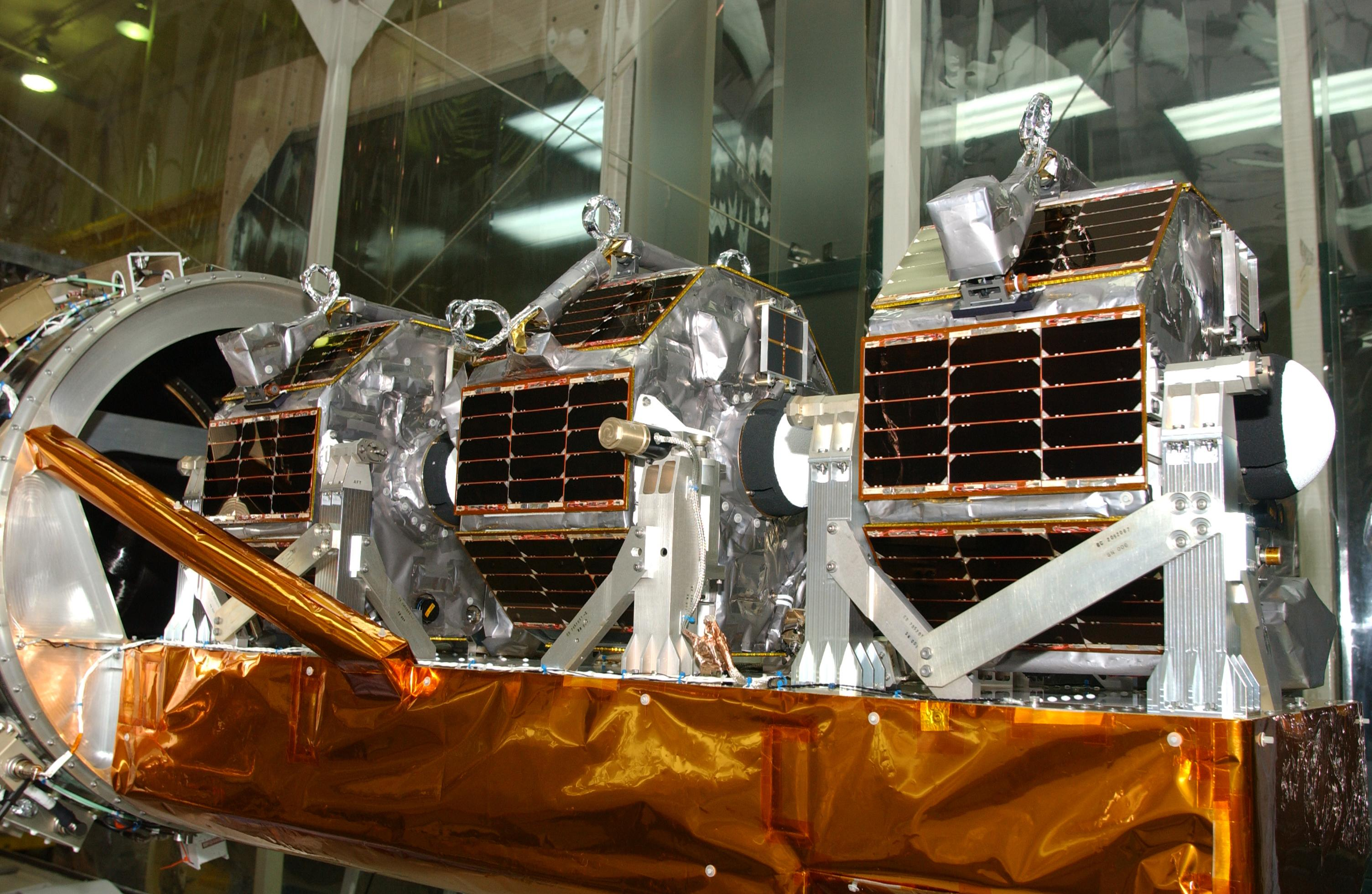
Tre mikrosatelliter på Space Technology 5, ett satellitprojekt under 2006, drevs av NASA

### Minisatellit
En minisatellit brukar man kalla en satellit som har en vikt mellan 100 och 500 kg. Ministalliter är enklare men utnyttjar ofta samma teknologi som tyngre satelliter. Benämningen är dock inte entydig eller fastställd varför det kan förekomma att ordet används på andra typer av satelliter.

### Mikrosatellit
Mikrosatelliter brukar man kalla artificiella satelliter som har en vikt under 100 kg. Eftersom det inte finns någon officiell standard för benämningen av dessa typer av satelliter så kan ordet mikrosatellit ibland användas för satelliter som är betydligt större. För att uppnå en tänkt funktion så kan man ibland låta flera mikrosatelliter arbeta tillsammans eller att arbeta i formation.

### Nanosatellit
Benämningen nanosatelliter brukar förekomma om satelliter med en vikt under tio kilo. Ofta har man designat så att flera nanosatelliter samverkar för att lösa en uppgift. Sker samarbetet genom formationsflygning brukar man ibland prata om en ”svärm”. Ibland krävs en större modersatellit för att till exempel kommunicera med rymdbaser eller för att skicka iväg, samla in eller docka med nanosatelliter.

### Pikosatellit
Pikosatelliter brukar man kalla artificiella satelliter med en vikt under ett kilo. Exempel på pikosatelliter är de så kallade ”CubeSat” . Ofta har man designat så att flera pikosatelliter samverkar för att lösa en uppgift. Sker samarbetet genom formationsflygning brukar man ibland prata om en ”svärm”. Ibland krävs en större modersatellit för att till exempel kommunicera med rymdbaser eller för att skicka iväg, samla in eller docka med pikosatelliter.